# 마데이라강

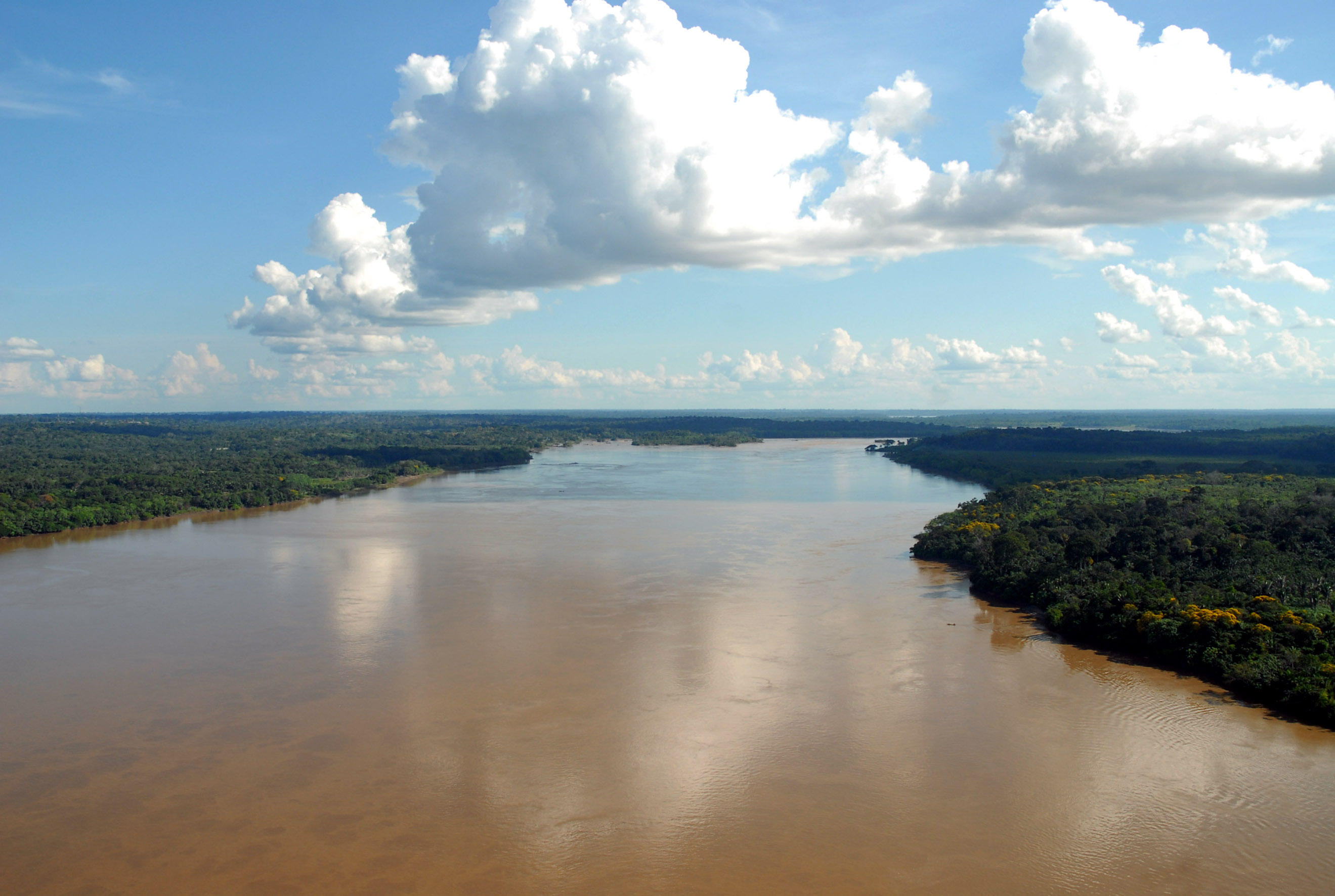
브라질 혼도니아주 포르투벨류 외곽의 마데이라강

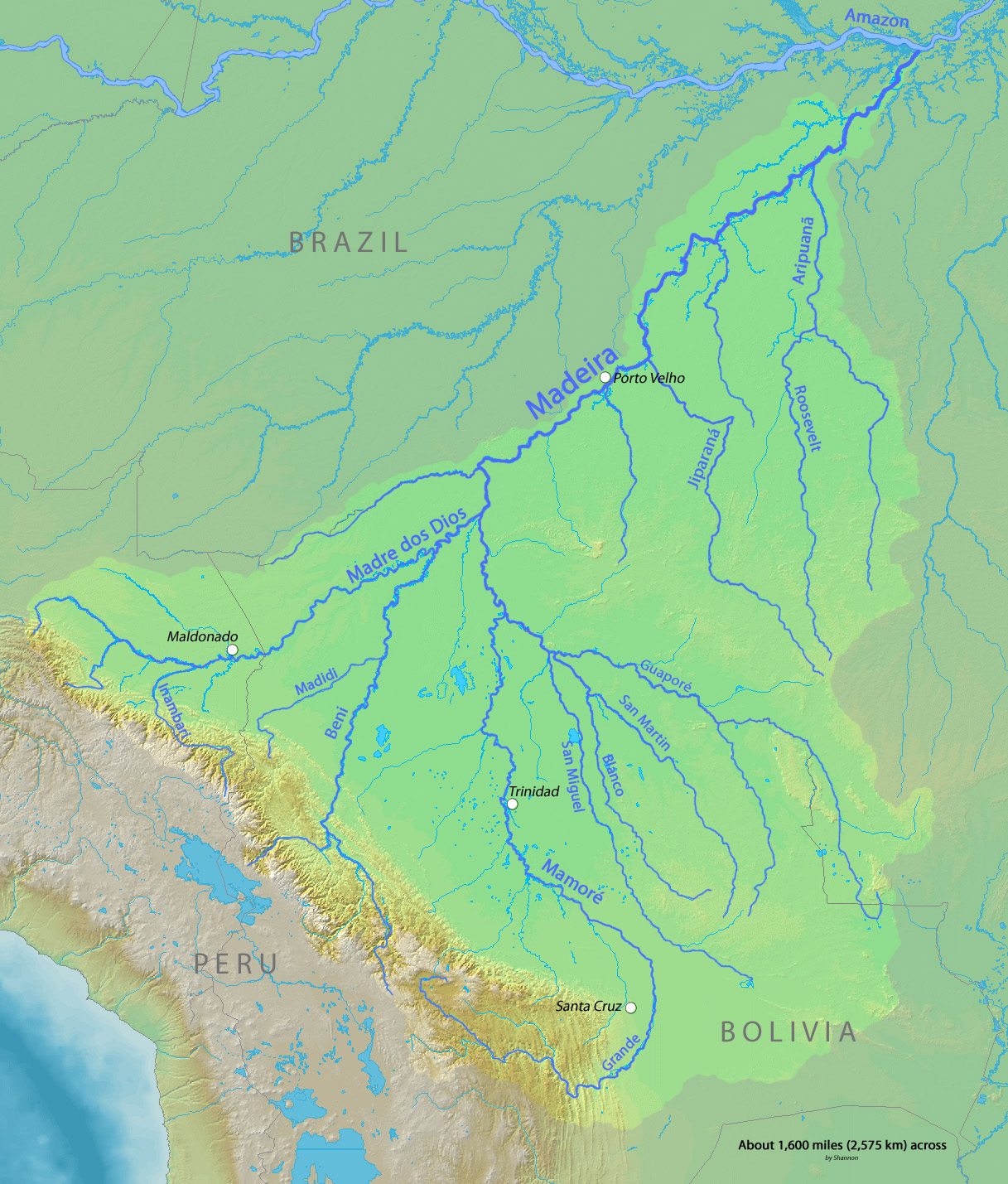
마데이라강의 유역

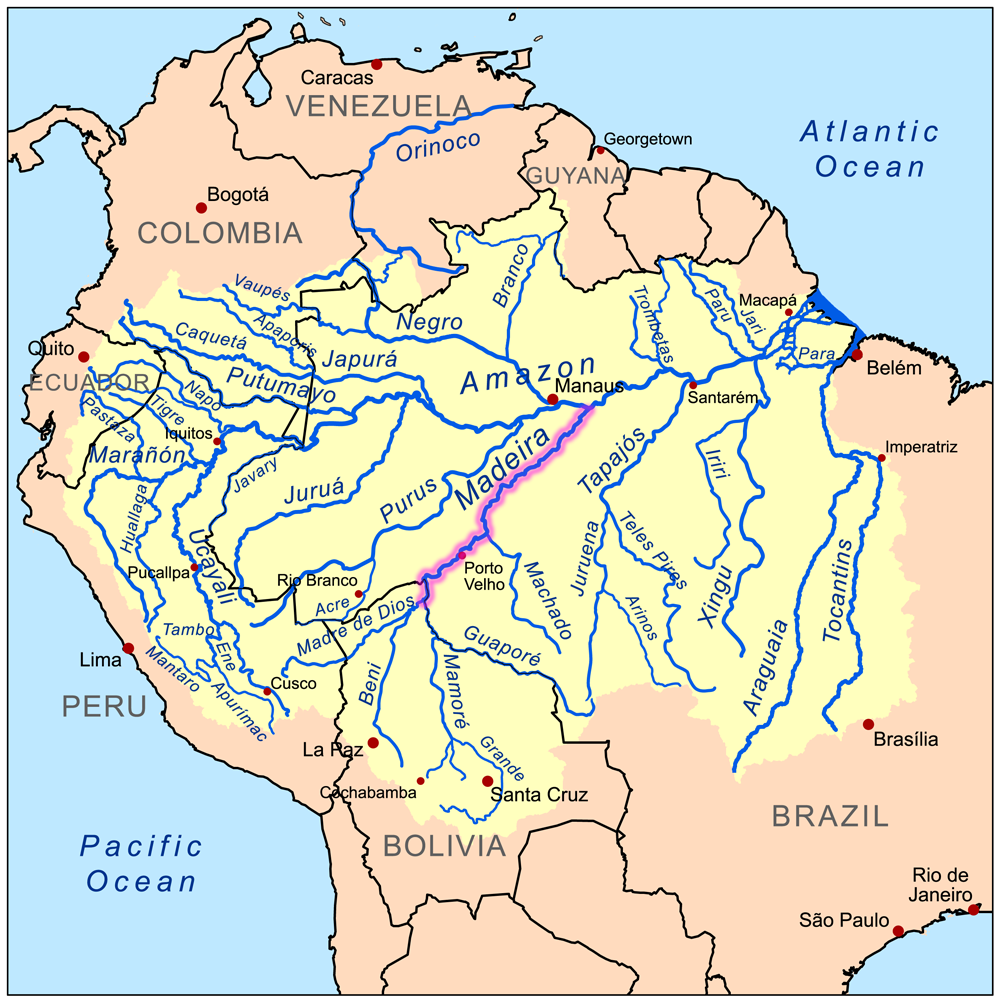
아마존강 유역: 마데이라강이 굵게 표시되어 있다

마데이라강(스페인어: Río Madeira, 포르투갈어: Rio Madeira)은 남아메리카의 주요 강들 중 하나로, 길이는 약 1,450km이고 마모레강(Mamoré)까지 포함하면 약 3,250 km(2,020 mi)이다. 마데이라강은 아마존강의 지류들 중 수량이 가장 많고 길이가 가장 길다. 또한 세계적으로도 유량이 가장 많은 강 중 하나로, 연평균 유량이 콩고강의 약 절반에 이른다.

## 지리
마데이라강은 안데스산맥의 북동쪽 경사면, 그리고 브라질 마토그로수주와 볼리비아 치키타니아 지역에서 오는 배수를 받는다. 이 상류 유역 면적은 850,000km2 가량으로 매우 광대하다. 주요한 지류는 동쪽에 있는 것부터 과포레강(Guaporé) 또는 이테네스강(Iténez), 블랑코강(Blanco), 이토나마스강(Itonamas), 마모레강(Mamoré), 베니강(Beni), 마드레데디오스강(Madre de Dios) 등이 있다. 마드레 데 디오스 강과 마모레강의 합류점에서 시작하여 아부나강까지 북쪽으로 흐르는 부분은 볼리비아와 브라질의 국경을 형성한다. 아부나강과의 합류 이후 강은 북동쪽으로 방향을 틀어 브라질 혼도니아주 내륙을 향한다. 강은 포르투벨류시를 지나 혼도니아주와 아마조나스주를 거쳐 북동쪽으로 구불구불 흐르다가 아마존강에 합류한다.